# چی فارن
چی فارن ( Chinese ; متولد 1933) یک مهندس هوافضای چینی و طراح اصلی فضاپیمای چینی از زمان پرتاب نمونه اولیه فضاپیمای سرنشین دار Shenzhou در سال 1999 است. 
چی در سال 1933 در Wafangdian ، Liaoning ، چین به دنیا آمد و در سال 1957 از موسسه هوانوردی و فضانوردی پکن فارغ التحصیل شد  چی در تحقیق و طراحی اولین ماهواره جمهوری خلق چین - دونگ فانگ هنگ ۱ شرکت کرد که با موفقیت پرتاب شد و در سال 1970 در مدار باقی ماند.  او سپس در سال 1992 پس از بازنشستگی کیان ژئوسن به عنوان طراح کلی فضاپیمای چین منصوب شد.  چی، آکادمیسین آکادمی مهندسی چین و آکادمی بین المللی فضانوردی است. او در سال 2019 وارد تالار مشاهیر فدراسیون بین‌المللی فضانوردی شد،  سومین عضو چینی پس از وانگ ژیجی و لانگ لهائو . 